# Meerut Military Cemetery
Meerut Military Cemetery is een Britse militaire begraafplaats met gesneuvelden uit de Eerste Wereldoorlog,  gelegen in de Franse gemeente Saint-Martin-Boulogne, departement (Pas-de-Calais). De begraafplaats werd ontworpen door Herbert Baker en ligt aan de Rue Jean de la Fontaine op 850 m ten noordwesten van het centrum van de gemeente (gemeentehuis). Ze heeft een nagenoeg trapeziumvormig grondplan met een oppervlakte van ruim 4.060 m² en wordt omsloten door een natuurstenen muur. De toegang bestaat uit een tweedelig smeedijzeren hek tussen natuurstenen zuilen met een bolvormige top. Op een licht verhoogd terras staat de Stone of Remembrance met ervoor een monument in de vorm van een vierkante zuil met de namen van de 32 officieren en manschappen van het Indische leger, wier lichamen in 1915 op de begraafplaats werden gecremeerd.
Er liggen 339 doden begraven waaronder 2 niet geïdentificeerde.
De begraafplaats wordt onderhouden door de Commonwealth War Graves Commission.

## Geschiedenis
Het Meerut  Stationary Hospital werd in oktober 1914 in Boulogne opgericht, toen het Indian Corps in Frankrijk aankwam en werd door hen gebruikt tot november 1915, toen ze vertrokken. In de daaropvolgende jaren werden nog door andere eenheden doden bijgezet. De begraafplaats en het ziekenhuis werden vernoemd naar de Indische stad Meerut. Het merendeel van de Egyptische arbeiders die hier begraven liggen, werden gedood bij de luchtaanval boven Boulogne in de nacht van 4 op 5 september 1917. 
De begraafplaats bevat 337 geïdentificeerde doden waaronder 312 Indiërs en 25 Egyptenaren. De Egyptenaren werden ingezet als arbeider voor het uitvoeren van logistieke taken ter ondersteuning van de eigen troepen en waren ingedeeld bij het Egyptian Labour Corps onder Brits bevel. 